# Licania retifolia
Licania retifolia là một loài thực vật có hoa trong họ Cám. Loài này được S.F.Blake mô tả khoa học đầu tiên năm 1917.